# Philodryas varia
Philodryas varia är en ormart som beskrevs av Jan 1863. Philodryas varia ingår i släktet Philodryas och familjen snokar. Inga underarter finns listade i Catalogue of Life.
Denna orm förekommer i södra Bolivia och norra Argentina. Habitatet utgörs av gräsmarker och skogar som domineras av träd från släktena Podocarpus och alsläktet. Honor lägger ägg.
För beståndet är inga hot kända. Hela populationen anses vara stabil. IUCN listar arten som livskraftig (LC).